# Chicago Bridge & Iron Company
Chicago Bridge & Iron Company N.V., kallades CB&I, var ett nederländskt-amerikanskt multinationellt företag som verkade främst inom petroleumindustrin men historiskt även inom infrastruktur samt bygg- och tillverkningsindustrin.

## Historik
Företaget grundades 1889 i Chicago i Illinois när ingenjören Horace E. Hortons ingenjörsfirma blev fusionerad med Kansas City Bridge & Iron Company där man initialt designade och konstruerade broar. När järnvägen expanderade västerut i USA och fler oljekällor upptäcktes, började CB&I även tillverka och tillhandahålla olika typer av förvaringsmöjligheter för till exempel petroleum, petroleumprodukter och vatten. På 1920- och 1930-talet började man även verka i uppströmsindustri när man prospekterade i Sydamerika, Asien och Mellanöstern. Under andra världskriget tillverkade man 156 landstigningsfartyg av typen Landing Ship Tank. 1985 gick man ihop med svenska Kockums och de australiska Australian Industry Development Corporation (AIDC) och Wormald International om att grunda ett samriskföretag med namnet Australian Submarine Corporation Pty Ltd i syfte att konstruera ubåtsklassen Collins som består av sex ubåtar. I juni 1990 sålde Wormald sin aktieandel till Kockums och AIDC, de två beslutade samtidigt att köpa ut CB&I från samriskföretaget. 1996 blev CB&I fusionerad med kemiföretaget Praxair, där CB&I:s dotterbolag för kemikalier blev överförda till dem. Redan året därpå blev CB&I avknoppat av Praxair och registrerades i Nederländerna. 2001 flyttades huvudkontoret från Plainfield i Illinois till The Woodlands (förort till Houston) i Texas. I februari 2013 köpte man The Shaw Group för tre miljarder amerikanska dollar. Den 11 maj 2018 blev CB&I fusionerad med det panamansk-amerikanska företaget McDermott International för sex miljarder dollar.